# Adrià Gallego
Adrià Gallego Arias (Lleida, 9 aprile 1990) è un calciatore spagnolo, difensore dell'Inter Escaldes.

## Carriera
Il 1º luglio 2018 viene acquistato a titolo definitivo dalla squadra rumena dell'FC Politehnica Iași.

## Statistiche

### Presenze e reti nei club
Statistiche aggiornate al 24 giugno 2022.
| Stagione                   | Squadra                    | Campionato                 | Campionato | Campionato | Coppe nazionali | Coppe nazionali | Coppe nazionali | Coppe continentali | Coppe continentali | Coppe continentali | Altre coppe | Altre coppe | Altre coppe | Totale | Totale |
| Stagione                   | Squadra                    | Comp                       | Pres       | Reti       | Comp            | Pres            | Reti            | Comp               | Pres               | Reti               | Comp        | Pres        | Reti        | Pres   | Reti   |
| -------------------------- | -------------------------- | -------------------------- | ---------- | ---------- | --------------- | --------------- | --------------- | ------------------ | ------------------ | ------------------ | ----------- | ----------- | ----------- | ------ | ------ |
| 2010-2011                  | UE Lleida                  | SDB                        | 32         | 4          |                 | -               | -               |                    | -                  | -                  |             | -           | -           | 32     | 4      |
| 2015-feb. 2016             | Portugalete                | SDB                        | 15         | 0          | CR              | 1               | 0               |                    | -                  | -                  |             | -           | -           | 16     | 0      |
| 2017-2018                  | Atlético Saguntino         | SDB                        | 32         | 2          |                 | -               | -               |                    | -                  | -                  |             | -           | -           | 32     | 2      |
| 2018-2019                  | FC Politehnica Iași        | Liga I                     | 16+5       | 0          | CR              | 1               | 0               |                    | -                  | -                  |             | -           | -           | 22     | 0      |
| 2019-gen. 2020             | FC Politehnica Iași        | Liga I                     | 15         | 1          | CR              | 0               | 0               |                    | -                  | -                  |             | -           | -           | 15     | 1      |
| Totale FC Politehnica Iași | Totale FC Politehnica Iași | Totale FC Politehnica Iași | 31+5       | 1+0        |                 | 1               | 0               |                    | -                  | -                  |             | -           | -           | 37     | 1      |
| gen.-giu. 2021             | Inter Escaldes             | PD                         | 4+6        | 0          | CA              | 1               | 0               | UCL+UEL            | -                  | -                  | SA          | -           | -           | 11     | 0      |
| 2021-2022                  | Inter Escaldes             | PD                         | 15+4       | 1+0        | CA              | 2               | 0               | UCL+UECL           | 2+2                | 0                  | SA          | 1           | 0           | 26     | 1      |
| 2022-2023                  | Inter Escaldes             | PD                         | -          | -          |                 | -               | -               | UCL                | 2                  | 0                  |             | -           | -           | 2      | 0      |
| Totale Inter Escaldes      | Totale Inter Escaldes      | Totale Inter Escaldes      | 19+10      | 1+0        |                 | 3               | 0               |                    | 6                  | 0                  |             | 1           | 0           | 39     | 1      |
| Totale carriera            | Totale carriera            | Totale carriera            | 144        | 8          |                 | 5               | 0               |                    | 6                  | 0                  |             | 1           | 0           | 156    | 8      |

## Palmarès

### Club

#### Competizioni nazionali
- Primera Divisió: 2

Inter d'Escaldes: 2021-2022, 2024-2025
- Copa Constitució: 2

Inter d'Escaldes: 2023, 2025